# Обалыколь (озеро, Аккайынский район)
Обалыколь (каз. Обалыкөл) — озеро в Аккайынском районе Северо-Казахстанской области Казахстана. Находится в 13 км к юго-востоку от села Полтавка.
Название Обалыколь означает «озеро возле кургана».
По данным топографической съёмки 1940-х годов, площадь поверхности озера составляет 1,97 км². Наибольшая длина озера — 2,1 км, наибольшая ширина — 1,2 км. Длина береговой линии составляет 5,8 км, развитие береговой линии — 1,64. Озеро расположено на высоте 130,9 м над уровнем моря.
По данным обследования 1957 года, площадь поверхности озера составляет 1,4 км². Максимальная глубина — 1,8 м, объём водной массы — 1,7 млн м³, общая площадь водосбора — 77,1 км².